# 3696 Herald
3696 Herald este un asteroid din centura principală, descoperit pe 17 iulie 1980 de Edward Bowell.